# Schema Linati

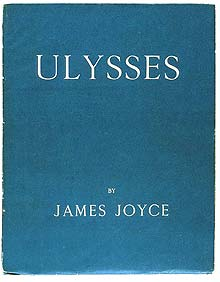
Copertina dellUlisse

Si indica con Schema Linati lo schema preparatorio redatto da James Joyce per la stesura di Ulisse.
Si tratta di un utile strumento per la critica letteraria e per la comprensione del romanzo stesso.
Il suo nome deriva dal fatto che fu composto dallo stesso Joyce per aiutare l'amico Carlo Linati a intendere meglio la struttura fondamentale e la complessa architettura del romanzo.
Joyce redasse pure un altro schema strutturale dell'Ulisse, il cosiddetto "schema Gilbert", questa volta per l'amico e critico letterario Stuart Gilbert.
Di seguito lo schema "Linati" redatto dallo stesso Joyce.

## I. Telemachia

### Alba
| N° | Titolo     | Ora   | Colore      | Persone                                                   | Tecnica, Arte                         | Scienza (significato) | Senso                           | Organo | Simbolo                                      |
| -- | ---------- | ----- | ----------- | --------------------------------------------------------- | ------------------------------------- | --------------------- | ------------------------------- | ------ | -------------------------------------------- |
| 1  | Telemachus | 8-9   | oro, bianco | Telemaco Antinoo Mentore, Pallas I Proci Penelope (madre) | Dialogo a 3 e 4 Narrazione Soliloquio | Teologia              | Il figlio spodestato alla lotta |        | Amleto, Irlanda, Stefano                     |
| 2  | Nestore    | 9-10  | marrone     | Nestore Telemaco Pisistrato Elena                         | Dialogo a 2 Narrazione Soliloquio     | Storia                | La salvezza del vecchio mondo   |        | Ulster, Donna (?), Senso Pratico             |
| 3  | Proteo     | 10-11 | azzurro     | Proteo Menelao Elena Megapente Telemaco                   | Soliloquio                            | Filologia             | La prima materia (προτέυς)      |        | Parola, Marea, Luna, Evoluzione, Metamorfosi |

## II. Odissea

### Mattina
| N°   | Titolo    | Ora   | Colore      | Persone | Tecnica, Arte                | Scienza (significato) | Senso                   | Organo | Simbolo                                                                                         |
| ---- | --------- | ----- | ----------- | --- | ---------------------------- | --------------------- | ----------------------- | ------ | ----------------------------------------------------------------------------------------------- |
| 1(4) | Calypso   | 8-9   | arancio     | Calipso Penelope (moglie) Ulisse Callidice                                                                                           | Dialogo a 2 Soliloquio       | Mitologia             | Il viandante            | i Reni | Vagina, Esilio, Famiglia, Ninfa, Israele in Schiavitù                                           |
| 2(5) | Lotofaghi | 9-10  | bruno       | Eurilocho Polite Ulisse Nausikaa(2)                                                                                                  | Dialogo Soliloquio Preghiera |                       | La seduzione della fede | Pelle  | Ostia, Pene nel bagno, Schiuma, Fiore, Droghe, Castrazione, Avena                               |
| 3(6) | Hades     | 11-12 | nero-bianco | Ulisse Elpenor Ajace Agamennone Ercole Eriphyle Sisifo Orione Laerte ecc. Prometeo Cerbero Tiresia Hades Proserpina Telemaco Antinoo | Narrazione Dialoghi          |                       | Discesa nel Nulla       | Cuore  | Cimitero, Sacro Cuore, Il Passato, L'Ignoto, L'Inconscio, Vizio, Cardiaco, Reliquie, Crepacuore |

### Mezzogiorno
| N°   | Titolo           | Ora  | Colore    | Persone                                  | Tecnica, Arte                                    | Scienza (significato) | Senso                      | Organo   | Simbolo |
| ---- | ---------------- | ---- | --------- | ---------------------------------------- | ------------------------------------------------ | --------------------- | -------------------------- | -------- | --- |
| 4(7) | Eolo             | 12-1 | rosso     | Eolo Figli Telemaco Mentore Ulisse(2)    | Simboleutike Rettorica Dikanike Epidiktike Tropi | Rettorica             | L'irrisione della Vittoria | Polmoni  | Macchine, Vento, Fama, Cervo volante, Destini mancati, Stampa, Mutabilità                                                       |
| 5(8) | Lestrigoni       | 1-2  | sanguigno | Antifate La Figlia Allettatrice Ulisse   | Prosa peristaltica                               | Architettura          | L'Abbattimento             | Esofago  | Sacrifizio cruento, cibi, vergogna                                                                                              |
| 6(9) | Scylla e Caridde | 2-3  |           | Scylla e Caridde Ulisse Telemaco Antinoo | Gorghi                                           | Letteratura           | Dilemma Bitagliente        | Cervello | Amleto, Shakespeare, Cristo, Socrate, Londra e Stratford, Scolasticismo e Misticismo, Platone e Aristotele, Gioventù e Maturità |

### Giorno
| N°    | Titolo        | Ora | Colore     | Persone                                           | Tecnica, Arte                   | Scienza (significato) | Senso              | Organo       | Simbolo                                                                                   |
| ----- | ------------- | --- | ---------- | ------------------------------------------------- | ------------------------------- | --------------------- | ------------------ | ------------ | ----------------------------------------------------------------------------------------- |
| 7(10) | Rocce Erranti | 3-4 | arcobaleno | Oggetti Luoghi Forze Ulisse                       | Labirinto mobile tra due sponde | Meccanica             | L'Ambiente Nemico  | Sangue       | Cristo e Cesare, Errori, Omonimi, Sincronismi, Rassomiglianze                             |
| 8(11) | Sirene        | 4-5 | corallo    | Leucotea Partenope Ulisse Orfeo Menelao Argonauti | Fuga per canonem                | Musica                | Il Dolce Inganno   | Orecchio     | Promesse, Femmina, Suoni, Abbellimenti                                                    |
| 9(12) | Ciclope       | 5-6 | verde      | Prometeo Nessuno (Io) Ulisse Galatea              | Asimmetria Alternata            | Chirurgia             | Il Terrore Egocida | Muscoli Ossa | Nazione, Stato, Religione, Ginnastica, Idealismo, Esagerazione, Fanaticismo, Collettività |

### Sera o Notte
| N°     | Titolo           | Ora   | Colore | Persone                                      | Tecnica, Arte                     | Scienza (significato) | Senso                  | Organo                        | Simbolo                                                                    |
| ------ | ---------------- | ----- | ------ | -------------------------------------------- | --------------------------------- | --------------------- | ---------------------- | ----------------------------- | -------------------------------------------------------------------------- |
| 10(13) | Nausikaa         | 8-9   | grigio | Nausikaa Ancelle Alcinous Arete Ulisse       | Progressione, Retrospettiva       | Pittura               | Il miraggio proiettato | Occhio Naso                   | Onanismo, Muliebre, Ipocrisia                                              |
| 11(14) | Armenti del Sole | 10-11 | bianco | Lampetie Phaetusa Elio Iperione Giove Ulisse | Prosa (Embrione-Feto-Parto)       | Fisica                | Le Mandrie Eterne      | Matrice Utero                 | Fecondazione, Frode, Partenogenesi                                         |
| 12(15) | Circe            | 11-12 | viola  | Circe Le Bestie Telemaco Ulisse Ermete       | Visione Animata fino allo scoppio | Danza                 | L'Orca Antropofaga     | Apparato Locomotore Scheletro | Zoologia, personificazioni, panteismo, magia, veleno, contra-veleno, ridda |

## III. Nostos (Ritorno a Itaca)

### Mezzanotte
| N°     | Titolo   | Ora  | Colore                         | Persone                                                     | Tecnica, Arte                | Scienza (significato) | Senso              | Organo | Simbolo |
| ------ | -------- | ---- | ------------------------------ | ----------------------------------------------------------- | ---------------------------- | --------------------- | ------------------ | ------ | ------- |
| 1 (16) | Eumeo    | 12-1 |                                | Eumeo Ulisse Telemaco Il cattivo Pastore Ulisse Pseudangelo | Prosa rilassata              |                       | L'imboscata        | Nervi  |         |
| 2 (17) | Ithaca   | 1-2  | stellare lattea                | Ulisse Telemaco Eurycleia I Proci                           | Dialogo Stile pacato Fusione |                       | La Speranza Armata | Succhi |         |
| 3 (18) | Penelope | ∞    | stellare lattea poi nuova alba | Laerte Ulisse Penelope                                      | Monologo Stile rassegnato    |                       | Il Passato Dorme   | Grasso |         |